# 목공

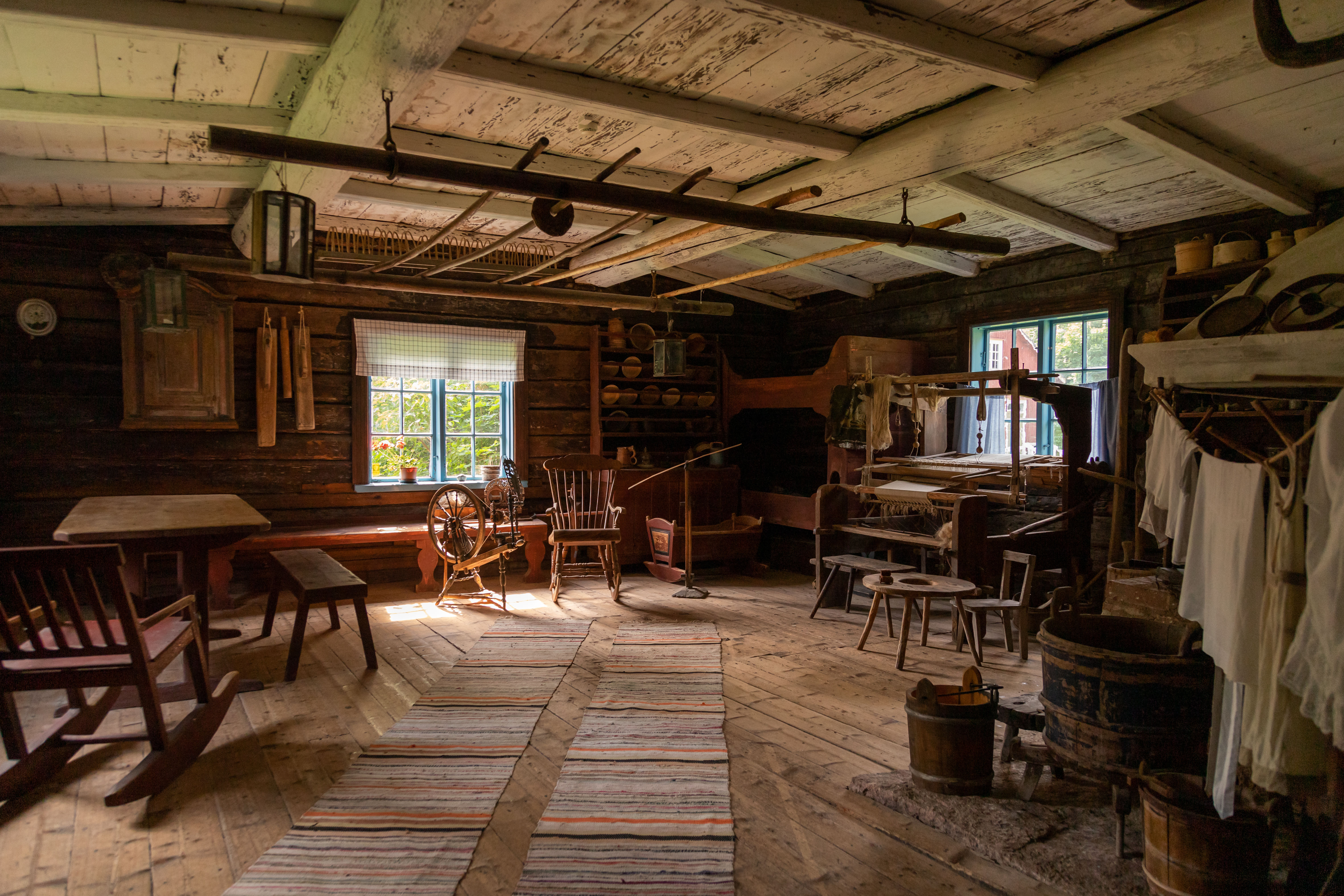
목재 가구, 물레, 베틀 및 다양한 도구를 갖춘 목조 주택

목공(木工)은 목재를 가공하여 목조건축물, 가구 등의 물건을 제작하는 것을 뜻한다. 공작(工作), 미술, 가구 제작 등의 영역은 물론, 건축이나 토목 등의 영역에서도 목재를 가공하는 것을 넓게 이렇게 부른다. 목공을 업으로 하는 사람은 목수(woodworker)라고 한다.

## 역사
돌, 점토, 동물의 일부와 함께 나무는 초기 인류가 사용한 최초의 재료 중 하나였다. 네안데르탈인이 사용한 무스테리아 석기 도구에 대한 미세 마모 분석을 통해 많은 석기가 목재 작업에 사용되었음을 알 수 있다. 문명의 발전은 이러한 재료를 다루는 기술의 점점 더 높은 수준의 발전과 밀접하게 연관되어 있다.
초기에 발견된 나무 도구 중에는 칼람보 폭포(Kalambo Falls), 클락톤 온 씨(Claxon-on-Sea) 및 레링겐(Lehringen)에서 가공된 막대기가 있다. 쇠닝겐(Schöningen, 독일)의 창은 최초의 목재 사냥 도구의 예를 제공한다. 조각에는 부싯돌 도구가 사용되었다.
청동기 시대 목각의 예로는 독일 북부와 덴마크에서 관으로 가공된 나무 줄기와 나무 접이식 의자가 있다. 독일의 펠바흐-슈미덴(Fellbach-Schmieden) 유적지는 철기 시대의 나무 동물 조각상의 훌륭한 예를 제공한다. 라텐 시대의 나무 우상은 프랑스의 센 강 수원에 있는 성소에서 알려져 있다.

## 가구
- 책상
- 의자
- 사물함

## 저명한 목세공인
- 알바르 알토
- 로이 언더힐

## 같이 보기
- 금속가공(Metalworking)
- 대목장
- 건설의 역사
- 루시어
- 줄인형
- 통널 교회
- 목골조
- 목각